# План (будівництво)

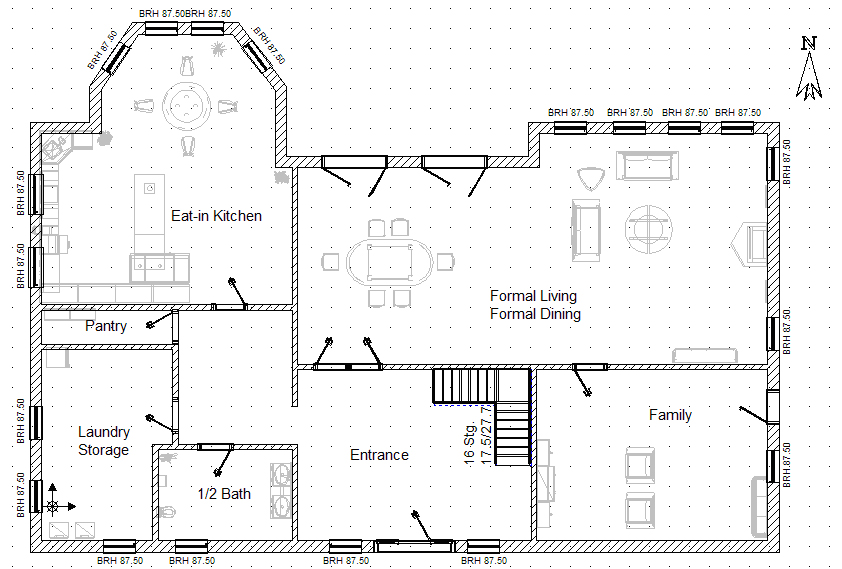
План для будинку на одну сім'ю.

План (фр. plan від лат. planum — «площина», «плоске») — горизонтальний розріз або вид згори будь-якої споруди чи предмета.
План будинку — це розріз горизонтальною площиною на рівні, трохи вищому від підвіконня. Для багатоповерхового будинку плани виконують для кожного поверху.
Зображення будинку, умовно розсіченого вертикальною площиною і спроектованого на площину проєкцій, рівнобіжну січній площин — називають розрізом. Поперечним називають розріз, коли січна площина перпендикулярна до поздовжніх стін. Розтин будинку називають поздовжнім, коли січна площина рівнобіжна поздовжнім стінам будинку. Іноді для отримання розрізу застосовують не одну, а дві або більше січні рівнобіжні площини — тоді розріз буде складним або східчастим.
Плани, фасади і розрізи будинку називають загальними архітектурно-будівельними кресленнями (планами). Ці креслення дають повне уявлення про будинок: про планування і розміри помешкань, кількість поверхів, архітектуру будинку, конструкції і матеріали його основних елементів.

## Інтернет-ресурси
- Плани, розрізи і фасади будинків[недоступне посилання з липня 2019]
- Загальні відомості про будівельні креслення